# 13 يونيو
- السبت
- الأحد
- الاثنين
- الثلاثاء
- الأربعاء
- الخميس
- الجمعة

- 314 ذو الحجة 1446  هـ
- 15 ذو الحجة 1446  هـ
- 26 ذو الحجة 1446  هـ
- 37 ذو الحجة 1446  هـ
- 48 ذو الحجة 1446  هـ
- 59 ذو الحجة 1446  هـ
- 610 ذو الحجة 1446  هـ
- 711 ذو الحجة 1446  هـ
- 812 ذو الحجة 1446  هـ
- 913 ذو الحجة 1446  هـ
- 1014 ذو الحجة 1446  هـ
- 1115 ذو الحجة 1446  هـ
- 1216 ذو الحجة 1446  هـ
- 1317 ذو الحجة 1446  هـ
- 1418 ذو الحجة 1446  هـ
- 1519 ذو الحجة 1446  هـ
- 1620 ذو الحجة 1446  هـ
- 1721 ذو الحجة 1446  هـ
- 1822 ذو الحجة 1446  هـ
- 1923 ذو الحجة 1446  هـ
- 2024 ذو الحجة 1446  هـ
- 2125 ذو الحجة 1446  هـ
- 2226 ذو الحجة 1446  هـ
- 2327 ذو الحجة 1446  هـ
- 2428 ذو الحجة 1446  هـ
- 2529 ذو الحجة 1446  هـ
- 261 محرم 1447  هـ
- 272 محرم 1447  هـ
- 283 محرم 1447  هـ
- 294 محرم 1447  هـ
- 305 محرم 1447  هـ
- 16 محرم 1447  هـ
- 27 محرم 1447  هـ
- 38 محرم 1447  هـ
- 49 محرم 1447  هـ

13 يونيو أو 13 حُزيران أو 13 يونيه أو يوم 13 \ 6 (اليوم الثالث عشر من الشهر السادس) هو اليوم الرابع والستون بعد المئة (164) من السنوات البسيطة، أو اليوم الخامس والستون بعد المئة (165) من السنوات الكبيسة وفقًا للتقويم الميلادي الغربي (الغريغوري). يبقى بعده 201 يوما لانتهاء السنة.

## أحداث
- 1325 - الرحالة ابن بطوطة ينطلق في أول رحلة له حول العالم من مسقط رأسه مدينة طنجة متجهًا إلى مكة لأداء فريضة الحج.
- 1930 - التوقيع على معاهدة بريطانية عراقية تقضي بإقامة قاعدتين عسكريتين في العراق مقابل حصوله على الاستقلال.
- 1933 - أدولف هتلر يصدق على إنشاء جهاز أمن الدولة السري الجيستابو والذي يعد من أسوأ أجهزة الأمن في العالم خلال القرن العشرين.
- 1951 - طلائع القوات الدولية تصل إلى عاصمة كوريا الشمالية بيونيانغ بعد اشتعال الحرب الكورية.
- 1957 - جلاء القوات البريطانية عن الأردن.
- 1974 - إنقلاب أبيض ضد الرئيس عبد الرحمن الأرياني وصعود المقدم إبراهيم الحمدي للحكم بقيام حركة 13 يونيو[الإنجليزية] الناصرية التصحيحية في الجمهورية العربية اليمنية.
- 1978 - القوات اللبنانية تهاجم بلدة إهدن وترتكب مجزرة أدت إلى مقتل زعيم ميليشيا المردة الوزير طوني فرنجية وعقيلته وإبنتهما وعدد من مناصريه.
- 1980 - دول السوق الأوروبية تصدر إعلان البندقية الذي يؤيد حق تقرير المصير للشعب الفلسطيني.
- 1982 - الأمير فهد بن عبد العزيز يتولى الحكم في المملكة العربية السعودية بعد وفاة الملك خالد بن عبد العزيز.
- 1993 - إعادة انتخاب الرئيس الإيراني هاشمي رفسنجاني لفترة رئاسية ثانية.
- 2000 - تشييع حافظ الأسد من دمشق إلى مسقط رأسه القرداحة بحضور زعماء مصر والأردن وإيران وتركيا ولبنان وفلسطين والكويت والسودان واليمن ووزراء خارجية عدة دول أخرى. فيما عدا الرئيس الفرنسي جاك شيراك، كان هناك غياب ملحوظ لزعماء الدول الغربية، وكان تمثيل بريطانيا والولايات المتحدة على مستوى وزيري الخارجية.
- 2007 -
  - اغتيال النائب في مجلس النواب اللبناني وليد عيدو بتفجير سيارته.
  - تفجير بواسطة عبوات ناسفة في ضريح الإمامين علي الهادي والحسن العسكري أدى إلى تدمير مأذنتي المرقد بالكامل.
- 2009 - الإعلان عن فوز الرئيس الإيراني المنتهية ولايته محمود أحمدي نجاد بولاية رئاسية ثانية، وأنصار المرشح مير حسين موسوي يشتبكون مع الشرطة إحتجاجًا على نتائج الانتخابات.
- 2011 -
  - ملك الأردن عبد الله الثاني بن الحسين يتعهد بالعمل على إجراء إصلاحات تقود إلى تشكيل الحكومات على أساس الأغلبية النيابية الحزبية.
  - الإعلان عن الحكومة اللبنانية الجديدة برئاسة نجيب ميقاتي والتي شكلها بعد تكليفه بخمسة أشهر.
- 2013 - تأسيس فرقة بي تي أس الكورية الجنوبية الغنائية.
- 2014 -
  - علي السيستاني يفتي بالجهاد الكفائي ضد تنظيم داعش بعد أن سيطر على معظم مساحات شمال وغربي العراق لتندلع بعدها حرب الأهلية العراقية.
  - القوات المسلحة الأوكرانية تسترد ميناء ماريوبول الواقع شرقي أوكرانيا من الانفصاليين بعد قتال عنيف.
  - فيفا يقرر إيقاف الألماني فرانتس بكنباور عن ممارسة أي نشاط متعلق بكرة القدم لمدة 90 يومًا.
- 2015 - مسبار فيلة يرسل إشارات بعد أشهر من انقطاعها وذلك بالاتصال مع مسبار روزيتا من على المذنب تشوري.
- 2016 - شركة مايكروسوفت الأمريكية تستحوذ على شبكة لينكد إن في صفقة بلغت 26 مليار دولار.
- 2018 -
  - القوات اليمنية المدعومة من التحالف العربي تبدأ هجوما على ميناء مدينة الحديدة في ظل تجاهل الحوثيين للموعد النهائي للانسحاب.
  - فوز الولايات المتحدة والمكسيك وكندا بحق استضافة كأس العالم 2026.
- 2019 - هُجُومٌ على ناقلتيّ نفط إحداها نرويجيَّة والأُخرى يابانيَّة في خليج عُمان دون وقوع قتلى، والحُكُومتان الأمريكيَّة والسُعُوديَّة تتهمان إيران بِالوُقُوف وراء الحادث.
- 2021 - تشكيل حكومة إسرائيلية جديدة برئاسة نفتالي بينيت، بمشاركة القائمة العربية الموحدة، مما أنهى عهد بنيامين نتنياهو الذي دام 12 سنة.
- 2025 - إسرائيل تشن ضربات جوية على مناطق مختلفة في إيران مستهدفة منشآت الطاقة النووية وعلماءها وكبار قادة الحرس الثوري؛ لتبدأ إيران شن ضربات صاروخية على إسرائيل مساء اليوم ذاته.

## مواليد
- 1580 - ويلبرورد سنيليوس، عالم رياضيات هولندي.
- 1584 - مياموتو موساشي، ساموراي ياباني.
- 1773 - توماس يونغ، عالم إنجليزي في علم المصريات والفيزيولوجيا والفيزياء.
- 1831 - جيمس كليرك ماكسويل، عالم فيزياء اسكتلندي.
- 1853 - مصطفى نجا، عالم مسلم ومتصوف لبناني.
- 1865 - ويليام بتلر ييتس، شاعر أيرلندي حاصل على جائزة نوبل في الأدب عام 1923.
- 1870 - جول بورديه، طبيب بلجيكي حاصل على جائزة نوبل في الطب عام 1919.
- 1884 - آنتون دريكسلر، سياسي ألماني نازي.
- 1886 - راضي آل ياسين، فقيه مسلم عراقي.
- 1911 -
  - لويس ألفاريز، عالم فيزياء أمريكي حاصل على جائزة نوبل في الفيزياء عام 1968.
  - عبد الله يوركي حلاق، شاعر وصحفي وكاتب سوري.
- 1928 - جون فوربس ناش، عالم رياضيات واقتصادي أمريكي حاصل على جائزة نوبل في العلوم الاقتصادية عام 1994.
- 1933 - فؤاد المبزع، رئيس تونس.
- 1937 - إريك ريبيك، لاعب ومدرب كرة قدم ألماني.
- 1944 - بان كي مون، أمين عام الأمم المتحدة السابق.
- 1949 - عبد الله الحبيل، ممثل كويتي.
- 1953 - تيم ألين، ممثل أمريكي.
- 1964 - كاثي بورك، ممثلة إنجليزية.
- 1965 - ضياء عبد الخالق، ممثل مصري.
- 1966 - غريغوري بيرلمان، عالم رياضيات روسي.
- 1974 - تاكاهيرو ساكوراي، ممثل أداء صوتي ياباني.
- 1977 - تميم البرغوثي، شاعر فلسطيني.
- 1980 -
  - داريوس فازيل، لاعب كرة قدم إنجليزي.
  - فلوران مالودا، لاعب كرة قدم فرنسي.
- 1981 - كريس إيفانز، ممثل أمريكي.
- 1988 - سهيلة معلم، ممثلة جزائرية.

## وفيات
- 1036 - الظاهر لإعزاز دين الله، الخليفة الفاطمي السابع والإمام السابع عشر من أئمة الشيعة الإسماعيلية.
- 1231 - القديس أنطونيو، قديس كاثوليكي.
- 1743 - حسين بن علي الوفائي، صوفي وشاعر سوري عثماني.
- 1932 ـ تشارلز ليل، أول طبيب يصل إلى المقصورة الرئاسية في مسرح فورد لإسعاف الرئيس أبراهام لينكولن بعد إطلاق النار عليه.
- 1972 - جورج فون بيكيسي، عالم فيزياء حيوية هنغاري حاصل على جائزة نوبل في الطب عام 1961.
- 1978 - طوني فرنجية، سياسي لبناني.
- 1982 - خالد بن عبد العزيز آل سعود، ملك المملكة العربية السعودية.
- 1986 - بيني غودمان، عازف موسيقى جاز أمريكي.
- 1987 - جيرالدين بيج، ممثلة أمريكية.
- 2001 - إكرام عزو، ممثلة مصرية.
- 2007 - وليد عيدو، سياسي لبناني.
- 2008 - سعد أردش، ممثل ومخرج مصري.
- 2009 - فتحي يكن، داعية إسلامي وسياسي لبناني.
- 2012 - روجيه غارودي، كاتب وفيلسوف فرنسي.
- 2014 - المهدي المنجرة، عالم مستقبليات مغربي.
- 2025 - 
  - حسين سلامي، قائد عسكري إيراني.
  - أمير علي حاجي زاده، قائد عسكري إيراني.
  - علي شمخاني، قائد عسكري وسياسي إيراني.
  - محمد باقري، قائد عسكري إيراني.
  - غلام علي رشيد، قائد عسكري إيراني.
  - محمد مهدي طهرانجي، عالم فيزياء إيراني.
  - فريدون عباسي دواني، عالم نووي وسياسي إيراني.

## أعياد ومناسبات
- عيد ميلاد الملكة الرسمي في توفالو والمملكة المتحدة 2020.
- عيد القديس أنطونيو من لشبونة.
- يوم الشهيد في الأحواز.
- اليوم الدولي للتوعية بالمهق.

## وصلات خارجية
- وكالة الأنباء القطريَّة: حدث في مثل هذا اليوم.
- النيويورك تايمز: حدث في مثل هذا اليوم.
- BBC: حدث في مثل هذا اليوم.